# Шарада (фильм)
«Шарада» (англ. Charade; США, 1963) — романтический детектив кинорежиссёра Стэнли Донена. Главные роли исполнили Одри Хепбёрн и Кэри Грант (одно из последних появлений 59-летнего актёра на экране). Номинация на премию «Оскар» за лучшую песню (Charade). В 2002 году был поставлен ремейк «Правда о Чарли».

## Сюжет
Молодая женщина по имени Реджина Лэмперт (Одри Хепбёрн) не очень счастлива в браке и даже задумывается о разводе. Вернувшись с горнолыжного курорта в Париж, где она работает переводчицей-синхронисткой в ЮНЕСКО, Реджина узнаёт, что её муж Роберт убит (сброшен с поезда), но перед этим он продал всё их имущество, выручив суммарно около 250 тысяч долларов. Деньги ни при нём, ни в поезде не обнаружены. Парижская полиция вообще склонна считать молодую вдову основной подозреваемой.
Некий американец, пригласивший миссис Лэмперт в посольство США и представившийся мистером Бартоломью (Уолтер Мэттоу), вводит Реджину в курс этого тёмного дела. Оказывается, её бывший муж во время войны служил в разведке и вместе с четырьмя сослуживцами присвоил четверть миллиона долларов, предназначенных для поддержки французского Сопротивления. Но будущий муж Реджины утаил эти деньги от своих сообщников, и теперь его бывшие коллеги пытаются найти и вернуть их. И они уверены, что вдова знает, где они, и рано или поздно наведёт их на добычу.
Реджина подвергается серьёзной и вполне реальной опасности, поэтому помощь и поддержка другого американца — Питера Джошуа (Кэри Грант), с которым она познакомилась на отдыхе и пригласила продолжить знакомство в Париже, — приходится весьма кстати. Вскоре появляются сами сообщники мужа, однако дело ещё больше запутывается, когда они один за другим начинают гибнуть.
Реджина — сильная духом и решительная женщина, совершенно не склонная к истерикам. Но она понимает — сделать что-либо в одиночку она не в силах, необходимо решить, кому можно довериться. И вот это-то и оказывается самым сложным…

## В ролях
- Одри Хепбёрн — Реджина Лэмперт
- Кэри Грант — Питер Джошуа, он же Александр Дайл, он же Адам Кэнфилд, он же Брайан Крукшенк
- Уолтер Мэттоу — Гамильтон Бартоломью, он же Карсон Дайл
- Джеймс Коберн — Текс Пэнтоллоу
- Джордж Кеннеди — Герман Скоби
- Нед Гласс — Леопольд Гидеон
- Жак Марен — инспектор Эдуар Гранпьер
- Доминик Мино — Сильви Годе
- Томас Челимски — Жан-Луи Годе

## Общественное достояние
До 1978 года американский закон об авторском праве требовал, чтобы защищаемое произведение содержало слово «Copyright», сокращение «Copr.» или знак «©». Так как компания Universal Pictures не выполнила это требование, фильм «Шарада» перешёл в США в общественное достояние сразу после выхода. Однако, несмотря на то, что фильм находится в общественном достоянии, саундтрек к нему остаётся несвободным.

## Видео
В США с 1989 года фильм выпущен компанией «MCA/Universal Home Video» на VHS, Betacam, а в начале 1990-х — на LaserDisc. В России в 1990-е годы выпускался на видеокассетах в переводе Антона Алексеева.
В 2002 году в России фильм выпущен на DVD изготовителем и распространителем «Деваль Видео» с многоголосым закадровым переводом, в 2003 году — дистрибьютором «DVD Магия».

## Награды
- 1965 — премия BAFTA лучшей британской актрисе (Одри Хепбёрн) и номинация на лучшего зарубежного актёра (Кэри Грант)
- 1964 — премия Эдгара Аллана По за лучший художественный фильм (Питер Стоун)
- 1964 — номинация на премию «Оскар» за лучшую оригинальную песню (Генри Манчини и Джонни Мерсер, песня «Charade»)
- 1964 — номинации на премию Золотой Глобус лучшему комедийному актёру (Кэри Грант) и лучшей комедийной актрисе (Одри Хепбёрн)